# Тонкиншки залив
Тонкиншки залив (виј. Vịnh Bắc Bộ, кин: 北部湾, 东京湾) је залив смештен на обали северног Вијетнама и јужне Кине. То је северни крај Јужнокинеског мора. Залив је на западу дефинисан северном обалом Вијетнама, на северу кинеском покрајином Гуангси, а на истоку кинеским полуострвом Лејџоу и острвом Хајнан . 

## Порекло имена
Вијетнамска и кинеска имена залива - Vịnh Bắc Bộ и Běibù Wān, односно - оба значе "Северни залив". Име Тонкин , написано 東京 хан-ном карактерима и Đông Kinh у вијетнамској абецеди, значи "источна престоница", а некадашњи је топоним за Ханој, садашњи главни град Вијетнама. То не би требало да треба мешати са Токиом, који се такође пише 東京, и такође значи "источна престоница". Током француске колонијалне ере Вијетнама, северни регион Француске Индокине се звао Тонкин. 

## Инцидент из 1964.
Дана 2. августа 1964. године председник Сједињених Држава Линдон Б. Џонсон је изјавио да су северновијетнамске снаге двапут напале америчке разараче у Тонкиншком заливу. Догађај је познат као инцидент у Тонкиншком заливу и довео је до резолуција о резолуције о Тонкиншком заливу од 7. августа 1964. године, која је на крају довела до отвореног рата између Северног Вијетнама и Сједињених Држава. Надаље је наговестио велику ескалацију Вијетнамског рата у Јужном Вијетнаму, који је почео са искрцавањем редовних борбених снага САД у Да Нангу 1965. године.